# Малайзія на літніх Олімпійських іграх 2016
Малайзія на літніх Олімпійських іграх  2016 була представлена 32 спортсменами у 10 видах спорту.

## Медалісти
| Медалі | Спортсмени                     | Вид спорту     | Дисципліна                                 | Дата      |
| ------ | ------------------------------ | -------------- | ------------------------------------------ | --------- |
| Срібло | Цзюнь Хон Чон Панделела Рінонг | Стрибки у воду | синхронні стрибки з платформи 10 м (жінки) | 9 серпня  |
| Срібло | Чань Пен Сун Го Лю Їн          | Бадмінтон      | змішана пара                               | 17 серпня |
| Срібло | Гох Вей Шем Тан Ві Кйонг       | Бадмінтон      | парний розряд (чоловіки)                   | 19 серпня |
| Срібло | Лі Чон Вей                     | Бадмінтон      | одиночний розряд (чоловіки)                | 20 серпня |
| Бронза | Азізулхасні Аванг              | Велоспорт      | кейрін (чоловіки)                          | 16 серпня |

## Стрільба з лука
| Спортсмен                                                    | Дисципліна                        | Попередній раунд | Попередній раунд | 1/32 фіналу          | 1/16 фіналу        | 1/8 фіналу          | Чвертьфінали       | Півфінали          | Фінал / БМ         | Фінал / БМ      |
| Спортсмен                                                    | Дисципліна                        | Результат        | Сіяний           | Суперник Результат   | Суперник Результат | Суперник Результат  | Суперник Результат | Суперник Результат | Суперник Результат | Місце           |
| ------------------------------------------------------------ | --------------------------------- | ---------------- | ---------------- | -------------------- | ------------------ | ------------------- | ------------------ | ------------------ | ------------------ | --------------- |
| Хазік Камаруддін                                             | індивідуальна першість (чоловіки) | 645              | 50               | Гарретт (USA) L 0–6  | Завершив виступ    | Завершив виступ     | Завершив виступ    | Завершив виступ    | Завершив виступ    | Завершив виступ |
| Хайруль Ануар Могамад                                        | індивідуальна першість (чоловіки) | 665              | 22               | Піла (COL) W 6–0     | Флото (GER) L 4–6  | Завершив виступ     | Завершив виступ    | Завершив виступ    | Завершив виступ    | Завершив виступ |
| Mohd Akmal Nor Hasrin                                        | індивідуальна першість (чоловіки) | 635              | 55               | Родрігес (ESP) L 0–6 | Завершив виступ    | Завершив виступ     | Завершив виступ    | Завершив виступ    | Завершив виступ    | Завершив виступ |
| Хазік Камаруддін Хайруль Ануар Могамад Mohd Akmal Nor Hasrin | командна першість (чоловіки)      | 1945             | 12               | Н/Д                  | Н/Д                | Франція (FRA) L 2–6 | Завершив виступ    | Завершив виступ    | Завершив виступ    | Завершив виступ |

## Легка атлетика
Легенда
- Note – для трекових дисциплін місце вказане лише для забігу, в якому взяв участь спортсмен
- Q = пройшов у наступне коло напряму
- q = пройшов у наступне коло за добором (для трекових дисциплін - найшвидші часи серед тих, хто не пройшов напряму; для технічних дисциплін - увійшов до визначеної кількості фіналістів за місцем якщо напряму пройшло менше спортсменів, ніж визначена кількість)
- NR = Національний рекорд
- N/A = Коло відсутнє у цій дисципліні
- Bye = спортсменові не потрібно змагатися у цьому колі

Трекові і шосейні дисципліни
| Спортсмен                 | Дисципліна                | Попередній забіг | Попередній забіг | Чвертьфінал | Чвертьфінал | Півфінал         | Півфінал         | Фінал            | Фінал            |
| Спортсмен                 | Дисципліна                | Час              | Місце            | Час         | Місце       | Час              | Місце            | Час              | Місце            |
| ------------------------- | ------------------------- | ---------------- | ---------------- | ----------- | ----------- | ---------------- | ---------------- | ---------------- | ---------------- |
| Зайдатул Хусніах Зулкіфлі | біг на 100 метрів (жінки) | 12.12            | 3 q              | 12.62       | 8           | Завершила виступ | Завершила виступ | Завершила виступ | Завершила виступ |

Технічні дисципліни
| Спортсмен             | Дисципліна                  | Кваліфікація       | Кваліфікація | Фінал              | Фінал           |
| Спортсмен             | Дисципліна                  | Результат у метрах | Місце        | Результат у метрах | Місце           |
| --------------------- | --------------------------- | ------------------ | ------------ | ------------------ | --------------- |
| Наурадж Сінгх Рандава | стрибки у висоту (чоловіки) | 2.26               | 18           | Завершив виступ    | Завершив виступ |

## Бадмінтон
Чоловіки
| Спортсмен                | Дисципліна       | Груповий етап                         | Груповий етап                           | Груповий етап                                 | Груповий етап | Вибування          | Чвертьфінал                                     | Півфінал                                      | Фінал / БМ                                   | Фінал / БМ |
| Спортсмен                | Дисципліна       | Суперник Результат                    | Суперник Результат                      | Суперник Результат                            | Місце         | Суперник Результат | Суперник Результат                              | Суперник Результат                            | Суперник Результат                           | Місце      |
| ------------------------ | ---------------- | ------------------------------------- | --------------------------------------- | --------------------------------------------- | ------------- | ------------------ | ----------------------------------------------- | --------------------------------------------- | -------------------------------------------- | ---------- |
| Лі Чон Вей               | одиночний розряд | Опті (SUR) W (21–2, 21–3)             | Wong (SIN) W (21–18, 21–8)              | Н/Д                                           | 1 Q           | Bye                | Chou T-c (TPE) W (21–9, 21–15)                  | Lin D (CHN) W (15–21, 21–11, 22–20)           | Chen L (CHN) L (18–21, 18–21)                | 2          |
| Гох Вей Шем Тан Ві Кйонг | парний розряд    | Фухс / Шеттлер (GER) W (21–14, 21–17) | Чу / Понгнаїрат (USA) 0W (21–12, 21–10) | Fu HF / Чжан Н (CHN) 0W (16-21, 21–15, 21–18) | 1 Q           | Н/Д                | Lee Y-d / Yoo Y-s (KOR) W (17–21, 21–18, 21–19) | Chai B / Hong W (CHN) W (21–18, 12–21, 21–17) | Fu HF / Чжан Н (CHN) L (21–16, 11–21, 21–23) | 2          |

Жінки
| Спортсменка                   | Дисципліна       | Груповий етап                        | Груповий етап                             | Груповий етап                            | Груповий етап | Вибування           | Чвертьфінал                                    | Півфінал            | Фінал / БМ          | Фінал / БМ       |
| Спортсменка                   | Дисципліна       | Суперниця Результат                  | Суперниця Результат                       | Суперниця Результат                      | Місце         | Суперниця Результат | Суперниця Результат                            | Суперниця Результат | Суперниця Результат | Місце            |
| ----------------------------- | ---------------- | ------------------------------------ | ----------------------------------------- | ---------------------------------------- | ------------- | ------------------- | ---------------------------------------------- | ------------------- | ------------------- | ---------------- |
| Ті Цзин'ї                     | одиночний розряд | Гавнхольт (CZE) 0W (22-20, 21–15)    | Акане (JPN) L (18–21, 5–21)               | Н/Д                                      | 2             | Завершила виступ    | Завершила виступ                               | Завершила виступ    | Завершила виступ    | Завершила виступ |
| Вівіан Ху Ка Мун Вень Кхе Вей | парний розряд    | Олвер / Smith (GBR) W (21–17, 24–22) | Poon L Y / Tse Y S (HKG) W (21–15, 21–13) | Махесварі / Полії (INA) L (19–21, 19–21) | 2 Q           | Н/Д                 | Місакі / Такахасі (JPN) L (16–21, 21–18, 9–21) | Завершила виступ    | Завершила виступ    | Завершила виступ |

Змішаний
| Спортсмен             | Дисципліна    | Груповий етап                             | Груповий етап                        | Груповий етап                         | Груповий етап | Чвертьфінал                            | Півфінал                             | Фінал / БМ                            | Фінал / БМ |
| Спортсмен             | Дисципліна    | Суперник Результат                        | Суперник Результат                   | Суперник Результат                    | Місце         | Суперник Результат                     | Суперник Результат                   | Суперник Результат                    | Місце      |
| --------------------- | ------------- | ----------------------------------------- | ------------------------------------ | ------------------------------------- | ------------- | -------------------------------------- | ------------------------------------ | ------------------------------------- | ---------- |
| Чань Пен Сун Го Лю Їн | парний розряд | Іссара / Амітрапай (THA) W (21–13, 21–19) | Міддлтон / Чу (AUS) W (21–17, 21–15) | Ахмад / Натсір (INA) L (15–21, 11–21) | 2 Q           | Матеусяк / Зіба (POL) W (21–17, 21–10) | Сюй Ч / Ма Цз (CHN) W (21–12, 21–19) | Ахмад / Натсір (INA) L (14–21, 12–21) | 2          |

## Велоспорт

### Трек
Спринт
| Спортсмен      | Дисципліна     | Кваліфікація           | Кваліфікація | Раунд 1                         | Втішний поєдинок 1              | Раунд 2                         | Втішний поєдинок 2              | Чвертьфінали                    | Півфінали                       | Фінал                           | Фінал            |
| Спортсмен      | Дисципліна     | Час Швидкість (км/год) | Місце        | Суперник Час Швидкість (км/год) | Суперник Час Швидкість (км/год) | Суперник Час Швидкість (км/год) | Суперник Час Швидкість (км/год) | Суперник Час Швидкість (км/год) | Суперник Час Швидкість (км/год) | Суперник Час Швидкість (км/год) | Місце            |
| -------------- | -------------- | ---------------------- | ------------ | ------------------------------- | ------------------------------- | ------------------------------- | ------------------------------- | ------------------------------- | ------------------------------- | ------------------------------- | ---------------- |
| Фатеха Мустапа | спринт (жінки) | 11.207 64.245          | 21           | Завершила виступ                | Завершила виступ                | Завершила виступ                | Завершила виступ                | Завершила виступ                | Завершила виступ                | Завершила виступ                | Завершила виступ |

Кейрін
| Спортсмен         | Дисципліна        | Перший раунд | Втішний поєдинок | Другий раунд | Final |
| Спортсмен         | Дисципліна        | Місце        | Місце            | Місце        | Місце |
| ----------------- | ----------------- | ------------ | ---------------- | ------------ | ----- |
| Азізулхасні Аванг | Кейрін (чоловіки) | 5 R          | 1 Q              | 3 Q          | 3     |

## Стрибки у воду
Чоловіки
| Спортсмен   | Дисципліна        | Попередні змагання | Попередні змагання | Півфінали       | Півфінали       | Фінал           | Фінал           |
| Спортсмен   | Дисципліна        | Очки               | Місце              | Очки            | Місце           | Очки            | Місце           |
| ----------- | ----------------- | ------------------ | ------------------ | --------------- | --------------- | --------------- | --------------- |
| Ахмад Азман | трамплін, 3 метри | 341.70             | 29                 | Завершив виступ | Завершив виступ | Завершив виступ | Завершив виступ |
| Цзи Лян Оой | вишка, 10 метрів  | 379.50             | 22                 | Завершив виступ | Завершив виступ | Завершив виступ | Завершив виступ |

Жінки
| Спортсменка                    | Дисципліна                   | Попередні змагання | Попередні змагання | Півфінали        | Півфінали        | Фінал            | Фінал            |
| Спортсменка                    | Дисципліна                   | Очки               | Місце              | Очки             | Місце            | Очки             | Місце            |
| ------------------------------ | ---------------------------- | ------------------ | ------------------ | ---------------- | ---------------- | ---------------- | ---------------- |
| Цзюнь Хон Чон                  | трамплін, 3 метри            | 282.25             | 21                 | Завершила виступ | Завершила виступ | Завершила виступ | Завершила виступ |
| Ин Яньї                        | трамплін, 3 метри            | 299.05             | 17 Q               | 324.75           | 5 Q              | 306.60           | 10               |
| Панделела Рінонг               | вишка, 10 метрів             | 332.45             | 6 Q                | 336.95           | 6 Q              | 330.45           | 11               |
| Нур Дабіта Сабрі               | вишка, 10 метрів             | 325.85             | 8 Q                | 307.65           | 11 Q             | 338.00           | 9                |
| Цзюнь Хон Чон Нур Дабіта Сабрі | Синхронний трамплін, 3 метри | Н/Д                | Н/Д                | Н/Д              | Н/Д              | 293.40           | 5                |
| Цзюнь Хон Чон Панделела Рінонг | Синхронна вишка, 10 метрів   | Н/Д                | Н/Д                | Н/Д              | Н/Д              | 344.34           | 2                |

## Гольф
| Спортсмен  | Дисципліна | Раунд 1   | Раунд 2   | Раунд 3   | Раунд 4   | Загалом   | Загалом | Загалом |
| Спортсмен  | Дисципліна | Результат | Результат | Результат | Результат | Результат | Пар     | Місце   |
| ---------- | ---------- | --------- | --------- | --------- | --------- | --------- | ------- | ------- |
| Денні Чіа  | чоловіки   | 73        | 70        | 70        | 71        | 288       | +4      | 48      |
| Гевін Грін | чоловіки   | 73        | 74        | 72        | 68        | 287       | +3      | 47      |
| Мішель Кох | жінки      | 79        | 71        | 76        | 82        | 308       | +24     | 58      |
| Келлі Тан  | жінки      | 78        | 70        | 76        | 73        | 297       | +13     | 51      |

## Вітрильний спорт
| Спортсмен                 | Дисципліна   | Заплив | Заплив | Заплив | Заплив | Заплив | Заплив | Заплив | Заплив | Заплив | Заплив | Заплив | Очки | Підсумкове місце |
| Спортсмен                 | Дисципліна   | 1      | 2      | 3      | 4      | 5      | 6      | 7      | 8      | 9      | 10     | M*     | Очки | Підсумкове місце |
| ------------------------- | ------------ | ------ | ------ | ------ | ------ | ------ | ------ | ------ | ------ | ------ | ------ | ------ | ---- | ---------------- |
| Хайрулнізам Афенді        | Лазер        | 38     | 33     | 40     | 33     | 20     | 21     | DNF    | 37     | 31     | 28     | EL     | 281  | 35               |
| Нур Шазрін Мохаммад Латіф | Лазер радіал | 26     | 33     | 34     | 30     | 33     | 35     | 31     | 26     | 29     | 33     | EL     | 274  | 33               |

M = Медальний заплив; EL = Вибув – не потрапив до медального запливу

## Стрільба
| Спортсмен     | Дисципліна                                  | Кваліфікація | Кваліфікація | Фінал           | Фінал           |
| Спортсмен     | Дисципліна                                  | Очки         | Місце        | Очки            | Місце           |
| ------------- | ------------------------------------------- | ------------ | ------------ | --------------- | --------------- |
| Джонатан Вонг | пневматичний пістолет, 10 метрів (чоловіки) | 574          | 28           | Завершив виступ | Завершив виступ |
| Джонатан Вонг | пістолет, 50 метрів (чоловіки)              | 535          | 37           | Завершив виступ | Завершив виступ |

Пояснення до кваліфікації: Q = Пройшов у наступне коло; q = Кваліфікувався щоб змагатись у поєдинку за бронзову медаль

## Плавання
| Спортсмен   | Дисципліна                            | Попередній заплив | Попередній заплив | Півфінал         | Півфінал         | Фінал            | Фінал            |
| Спортсмен   | Дисципліна                            | Час               | Місце             | Час              | Місце            | Час              | Місце            |
| ----------- | ------------------------------------- | ----------------- | ----------------- | ---------------- | ---------------- | ---------------- | ---------------- |
| Велсон Сім  | 200 метрів вільним стилем (чоловіки)  | 1:47.67           | 26                | Завершив виступ  | Завершив виступ  | Завершив виступ  | Завершив виступ  |
| Велсон Сім  | 400 метрів вільним стилем (чоловіки)  | 3:51:57           | 34                | Н/Д              | Н/Д              | Завершив виступ  | Завершив виступ  |
| Велсон Сім  | 1500 метрів вільним стилем (чоловіки) | 15:32.63          | 39                | Н/Д              | Н/Д              | Завершив виступ  | Завершив виступ  |
| Heidi Gan   | марафон 10 кілометрів (жінки)         | Н/Д               | Н/Д               | Н/Д              | Н/Д              | 1:59:07.9        | 21               |
| Фі Джінк Ен | 100 метрів брасом (жінки)             | 1:10.22           | 33                | Завершила виступ | Завершила виступ | Завершила виступ | Завершила виступ |

## Важка атлетика
| Спортсмен          | Категорія           | Ривок     | Ривок | Поштовх   | Поштовх | Загалом | Місце |
| Спортсмен          | Категорія           | Результат | Місце | Результат | Місце   | Загалом | Місце |
| ------------------ | ------------------- | --------- | ----- | --------- | ------- | ------- | ----- |
| Мохд Гафіфі Менсор | до 69 кг (чоловіки) | 140       | 12    | 176       | 10      | 316     | 12    |